# Кратос
Кра́тос або Крат (дав.-гр. Κράτος; ім'я означає «міць», «влада») — персонаж давньогрецької міфології, божественне уособлення сили, син титана Палланта і океаніди Стікс, брат Біа, Зелоса і Ніки. Був союзником Зевса у боротьбі з титанами. Разом з сестрою Біа він виконував особливі доручення Зевса. Він з сестрою за допомогою змушеного ними Гефеста прикував Прометея ланцюгами до скелі за крадіжку в Зевса вогню, якого він передав людям. 
Є персонажем трагедії Есхіла «Прометей закутий». 
У серії відеоігор God of War є однойменний персонаж, але він за сценарієм є спартанцем за походженням і сином Зевса, тому не має відношення до цього Кратоса.